# Вовк Ангеліна Михайлівна
Ангеліна Михайлівна Вовк (рос. Ангели́на Миха́йловна Вовк, нар. 16 вересня 1942, Тулун, Іркутська область, РРФСР, СРСР) — радянська і російська телеведуча та акторка. Ведуча телепрограми «Надобраніч, малюки». Народна артистка Росії (2006).
З 15 січня 2023 року перебуває під санкціями РНБО за антиукраїнську діяльність.

## Біографія
Народилася 16 вересня 1942 року в місті Тулун Іркутської області.
Батько, Михайло Микитович, під час Німецько-радянської війни служив військовим льотчиком-винищувачем. Загинув восени 1944 року, розбившись на літаку під час вильоту до Югославії. Мати, Марія Кузьмівна, після загибелі чоловіка переїхала з сім'єю до Москви, де працювала бухгалтеркою в аеропорту «Внуково».
1965 року закінчила акторський факультет ГИТИС а (курс майстрів: народного артиста РРФСР Григорія Кінського і народної артистки СРСР Про. М. Андровською, учнів До. С. Станіславського і В. І. Немировича-Данченка). Студенткою підробляла моделлю в Загальносоюзному будинку моделей на Кузнецькому Мосту в Москві.
Після закінчення театрального інституту в 1966 році знялася у військовому фільмі «Прощавай» режисера і автора сценарію Григорія Поженяна.
1968 року вступила на режисерський курс, що відкрився у Москві у Всесоюзному державному інституті підвищення кваліфікації працівників телебачення і радіо при Держтелерадіо СРСР. Після першого року навчання, коли проходила режисерську практику на Шаболовці, зрозуміла, що ця професія їй не підходить.
Коли залишила режисерські курси, вирішила вступити на дикторські курси. Після їх закінчення була прийнята на роботу в дикторський відділ Центрального телебачення СРСР. Спочатку їй було доручено читати новини. Не любила і не вміла читати з папірця, оскільки мала поганий зір. Крім того, під час читання новин в прямому ефірі не могла довго зберігати серйозне обличчя, постійно хотілося сміятися. Тому, щоб уникнути звільнення, з посади дикторки їй довелося відмовитися. Стала вести дитячі передачі «Будильник» і «На добраніч, малюки!», Музичні програми «Ранкова пошта» і «Музичний кіоск», концерти, фестивалі, конкурси та багато інших телевізійні передачі.
Громадська діячка. Щорічно влітку в Всеросійському дитячому центрі «Орлятко» на березі Чорного моря проводить дитячий музичний фестиваль «Писанка року», авторкою якого є.
Очолює Російський фонд культури і мистецтва, підтримки дитячої творчості.

## Громадянська позиція
Підтримує війну Росії проти України.
Фігурантка бази даних центру «Миротворець» (Свідоме порушення державного кордону України (поїздка до окупованого Криму); участь у пропагандистських заходах РФ та у спробах легалізації анексії АР Крим Росією).

## Нагороди

### Державні нагороди і звання
- Почесне звання «Заслужений артист РРФСР».
- 2006 — почесне звання «Народний артист Росії».

### Громадські нагороди
- 2006 — лауреатка Всеросійської премії «Національне надбання» в номінації «За внесок в культуру».
- 2007 — кавалерка громадського Ордена Святого Олександра Невського «За працю і Вітчизна».
- 2007 — Медаль преподобного Сергія Радонезького I ступеня і грамота Російська православна церква.
- 2007 — Медаль ЦК КПРФ «90 років Великої Жовтневої соціалістичної Революції».
- 2007 — кавалерка ордена Міжнародного благодійного фонду «Меценати сторіччя» — за допомогу малозабезпеченим дітям.
- 2012 — кавалерка ордена «Ключ дружби», однією з вищих нагород Кемеровської області — за багаторічну успішну творчу діяльність, високий професіоналізм, вагомий особистий внесок у розвиток культури, відданість своїй справі, багаторічну плідну співпрацю з Кемеровською областю.